# Villa Gazzotti
Villa Gazzotti (chiamata anche Gazzotti Grimani) è una villa veneta sita a Vicenza in località Bertesina ed è posta a sinistra della chiesa, con il prospetto principale rivolto a sud, verso la strada. Fu progettata da Andrea Palladio fra il 1542 e il 1543. Soggetta nel tempo a diverse manomissioni legate all'uso agricolo e disabitata da anni, quest'opera appare in stato di degrado e necessita di un complessivo restauro. È dal 1994 tra i patrimoni dell'umanità dell'UNESCO, assieme agli altri monumenti palladiani di Vicenza.

## Storia
Taddeo Gazzotti, il committente di Palladio, non è di nascita aristocratica, ma è un uomo colto, appassionato di musica e legato da vincoli di parentela acquisita ad Antenore Pagello, elemento di spicco della nobiltà vicentina, e infine fautore — insieme a Giangiorgio Trissino — del rinnovamento architettonico della città. Un incontro tra Gazzotti e il giovane Palladio è già documentato nel 1534, mentre gli interessi culturali di Gazzotti sono testimoniati non solo dalla villa e dall'amicizia con Pagello, ma anche dall'atto di fondazione di un'accademia musicale a Vicenza nel 1542.
Taddeo Gazzotti si era arricchito attraverso la gestione del dazio del sale, ossia acquistando allo stato veneziano il diritto di vendere il sale, in cambio della promessa di pagare la somma offerta entro una certa data.
Villa Gazzotti nasce come autentico edificio rurale destinato all'uso inerente all'aspirazione del mercante Gazzotti a investire in terra i guadagni dell'attività mercantile e ad organizzare la misura architettonica, con lo scopo di illustrare la propria scalata sociale.
La proprietà comprendeva, oltre all'edificio, circa 150 campi, molto frazionati e divisi in 15 parti, oltre a due cortivi da lavoratori; il valore totale della proprietà veniva stimato di 700 ducati mentre quello della sola casa veniva stimato di 500 ducati, cifra molto alta per l'epoca, probabilmente a causa di alcuni requisiti intrinseci alla costruzione, come la recente costruzione e particolari criteri di solidità, che ne facevano salire di molto il costo.
Una speculazione sbagliata porta Gazzotti alla rovina e nel 1550 è costretto a vendere la villa, ancora in costruzione, al patrizio veneziano Girolamo Grimani, Procuratore di San Marco, che la completa nel giro di alcuni anni.

### Genesi dell'edificio
La Villa Gazzotti ha avuto un'evoluzione costruttiva legata alle diverse costruzioni esistenti prima della sua nascita, per cui è di grande importanza conoscere le diverse fasi che il luogo d'interesse ha avuto nei diversi periodi storici.

#### Periodo romano
Esistono piccoli reperti che possono far partire diverse ipotesi rispetto a una probabile costruzione romana presso l'area dell'attuale Villa Gazzotti. La centuriazione al di fuori del territorio di Bertesina e il recupero di un frammento di tegola romana trovata al di sotto della loggia della villa fanno parte di questi reperti che però rimangono per il momento insufficienti per confermare un vero e proprio insediamento romano sulla zona precisa di quest'ultima.

#### Età medievale
Gli studi indicano che l'esistenza di un edificio preesistente dell'odierna Villa Gazzotti risale al Primo Medioevo. Le tracce di questo si trovano nel basamento della torre (costruita nel XIII secolo) che comprende frammenti di un edificio più antico così come resti di tegole, sottili pezzi di mattoni e blocchi di pietra viva. Si può ipotizzare che l'edificio non fu destinato al semplice alloggio rurale visto che sono stati trovati resti di tegole e fino a tutto il XVIII secolo gli edifici di campagna furono per lo più coperti di paglia. Si ritiene che tra l'XI e il XII secolo questo terreno fu parte della proprietà del monastero benedettino dei santi Felice e Fortunato, edificato nelle vicinanze con lo scopo di un miglior controllo delle superfici coltivate.

#### Torre di difesa
La costruzione più antica è l'articolazione dell'edificio è la torre. L'espansione ad ovest di questa risale all'inizio del XIV secolo ed ebbe come esito la costruzione di Villa Gazzotti. La torre è un edificio a cinque piani di 9x9 di superficie, con un'altezza di circa 10 metri e uno spessore di mura di oltre un metro. Queste caratteristiche insieme a una finestra verticale, stretta e rettangolare nella parte più alta, non lasciano alcun dubbio sulla funzione difensiva di questo edificio. Infatti la campagna veneta del XIII secolo era caratterizzata per la costruzione di questi tipi di torri che consentivano sia la ritirata di ristretti gruppi di persone nei casi di invasioni e saccheggi delle proprie terre agricole, sia di conservare gli stessi prodotti agricoli. Di solito queste venivano costruite dalle famiglie benestanti proprietarie delle terre di coltivazione e questo indica che i probabili committenti della torre di difesa a Bertesina furono i benedettini del monastero dei Santi Felice e Fortunato.

#### Villa Pagello
Prima dell'esistenza di Villa Gazzotti, nella seconda metà del XV secolo venne costruita una villa appartenente ad Antenore Pagello che poi, il 24 aprile del 1533 viene acquistata da Taddeo Gazzotti e quest'ultimo ristruttura l'intera villa con l'intervento di Palladio dando origine all'edificio completo. Sono stati trovati alcuni reperti che aiutano a indicare la struttura della vecchia Villa Pagello. Innanzitutto furono trovate delle aperture per finestre di grosso formato ad arco ribassato le quali indicavano il venir meno della funzione difensiva della torre. Si ipotizza dal rinvenimento di una canna fumaria che collocato tra le finestre ci fosse stato un camino. Circa 30 centimetri sotto il pavimento della loggia dell'odierna villa fu accertata la presenza di un altro pavimento più antico appartenente a Villa Pagello. Tutti questi dettagli oltre agli ornamenti, stoviglie e recipienti di buona qualità trovati all'interno del luogo d'interesse furono importantissimi per l'ottenimento di una prima immagine della costruzione, ma il reperto considerato per gli studiosi il più “fortunato” fu il fusto di una colonna di pietra naturale. Quest'ultima presenta un ornamento a ghirlanda piramidale che consente di ipotizzare la sua appartenenza a una loggia sovrapposta al primo piano o a un portico colonnato.

### Progetto palladiano
Per il fatto di non essere pubblicata ne I quattro libri dell'architettura questa villa venne spesso espunta dalle opere del Palladio nonostante gli "eccezionali, palesi valori stilistici". La riluttanza a darla al Palladio da parte degli storici e dei critici dal Settecento all'Ottocento era dovuta soprattutto al fatto che non compare nel Trattato; ma in esso l'autore voleva pubblicare soltanto quelle fabbriche che possedessero i requisiti indispensabili per poterle ritenere esemplari del genere "villa": quella di Bertesina era priva dei portici e delle colombare e pertanto non nelle condizioni per entrare nell'elenco.
Il teorico neo-classico Ottavio Bertotti Scamozzi per primo nel 1776 riprodusse il "palazzetto di Bertesina" attraverso 3 disegni che ne riproducono rispettivamente la pianta, la facciata e la sezione longitudinale. Egli però afferma che "il complesso di questa fabbrica, a chi suol appagarsi di un sol colpo d'occhio, riesce elegante; ma quelli che sogliono separarne le parti e che cercano quali proporzioni abbiano in sé e quali convenienze col tutto, vi scoprono degli arbitrii non combinabili col genio del nostro Palladio".
Queste dichiarazioni del Bertotti sono state però clamorosamente smentite in seguito alla scoperta di un disegno autografato dello stesso Palladio, conservato presso il RIBA (Royal Institute of British Architects) di Londra.
Sulla base dei caratteri formali la villa era stata attribuita al Palladio da alcuni critici, come Loukomski e Cevese, prima ancora della scoperta dei disegni di Londra; secondo questi ultimi l'esame dei dettagli compositivi esterni (continuità delle cornici, modulazione delle loro sporgenze, raffinatezza di esecuzione dei singoli elementi) e il segno inconfondibile della sua mano nei vani interni costringe a scartare ogni altra paternità che non sia quella del Palladio.
Secondo lo studioso palladiano Giangiorgio Zorzi il Maestro vicentino, appena ritornato dal terzo viaggio romano del 1546-47, non aveva ancora raggiunto quella maturità e quella perfezione che fu raggiunta soltanto dopo la vittoria delle logge della Basilica vicentina.
Si può ritenere che il Palladio abbia potuto utilizzare alcuni schemi e motivi architettonici presi da artisti romani o quanto meno da disegni acquistati, ciò si può dedurre specialmente da alcune decorazioni delle porte sotto la loggia della villa, che sembrano tratte da opere di Antonio da Sangallo il giovane o da Raffaello. L'edificio di Bertesina viene ad inserirsi come terza o quarta opera certa ed eseguita del Palladio, appartenente ad una fase non di sola ricerca e di studio ma anche di progettazioni su commissione.

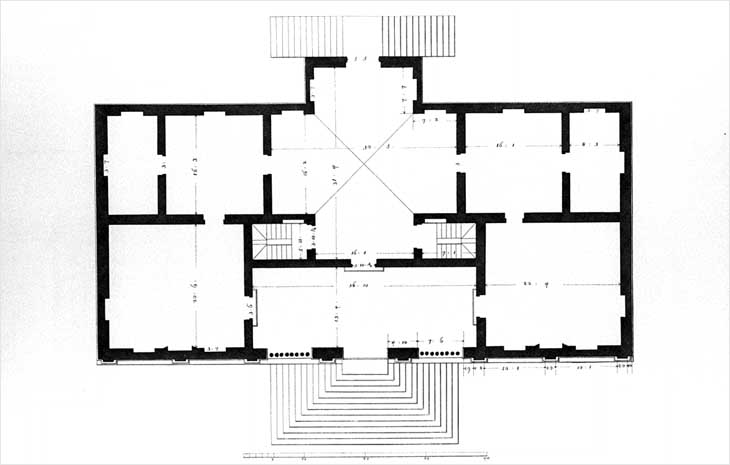
Pianta (Ottavio Bertotti Scamozzi, 1778)
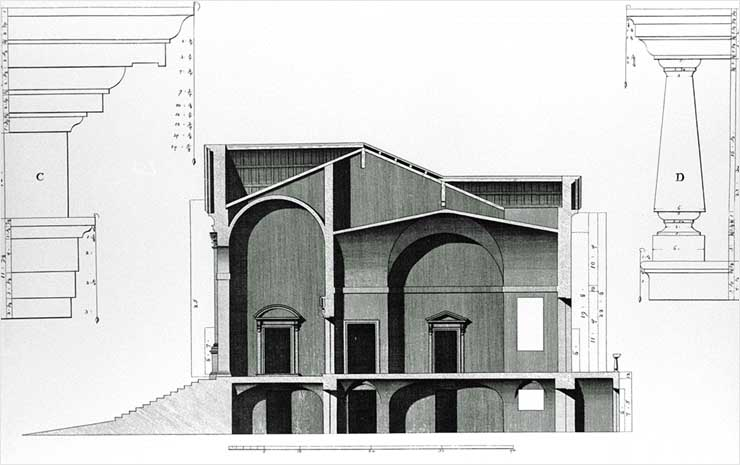
Sezione (Ottavio Bertotti Scamozzi, 1778)

## Descrizione
La residenza padronale si eleva su un solo piano, al di sopra di un basamento che nella parte orientale ospita un seminterrato originato da preesistenze. Il progetto della villa, infatti, si adatta a strutture preesistenti, in particolare a una torre, la cui presenza si nota anche nei muri più spessi della sala a sud-est.
L'edificio è impostato su pianta rettangolare, con l'eccezione di un avancorpo posteriore che potrebbe essere il risultato di una variante in corso d'opera oppure di un'aggiunta successiva, poiché non risulta nel disegno di progetto del Palladio, ma è comunque già segnalato da Ottavio Bertotti Scamozzi nel 1783. La facciata è simmetrica, scandita da otto lesene che reggono una trabeazione continua. Tra le quattro lesene centrali si apre una loggia su pilastri, con tre aperture ad arco, sormontata da un ampio timpano. Si accede alla loggia tramite una rampa limitata in ampiezza al solo arco centrale. All'interno, subito dopo la loggia, troviamo la sala principale, a pianta cruciforme, coperta al centro da una volta a crociera e sui bracci da volte a botte. Ai lati della sala centrale sono disposti simmetricamente quattro ambienti minori, mentre ai lati della loggia sono presenti due ampie sale quadrate. Il prospetto posteriore e i due laterali, mai terminati del tutto, sono stati oggetto nel corso del tempo di interventi e manomissioni per aprire o ridimensionare le aperture esistenti.
Nel progettare la villa, Palladio deve innanzi tutto fare i conti con la necessità di assorbire in un insieme aggiornato e coerente una casa a torre preesistente, citata nei documenti e ancora ben visibile all'angolo destro dell'edificio realizzato. Palladio la raddoppia all'altra estremità della pianta, creando due appartamenti simmetrici di tre stanze ciascuno, collegati da una loggia voltata a botte alla grande sala coperta a crociera. Sulla struttura dell'edificio, lungo e poco profondo, con l'ordine composito che fascia l'intera altezza e la loggia centrale, gli studiosi hanno identificato un forte influsso di palazzo del Te di Giulio Romano a Mantova e della contemporanea progettazione della grande villa per i fratelli Thiene a Quinto. L'enfasi sulla sala a crociera e la presenza di appartamenti di tre unità fanno parte di un linguaggio che andrà poco a poco affinandosi.

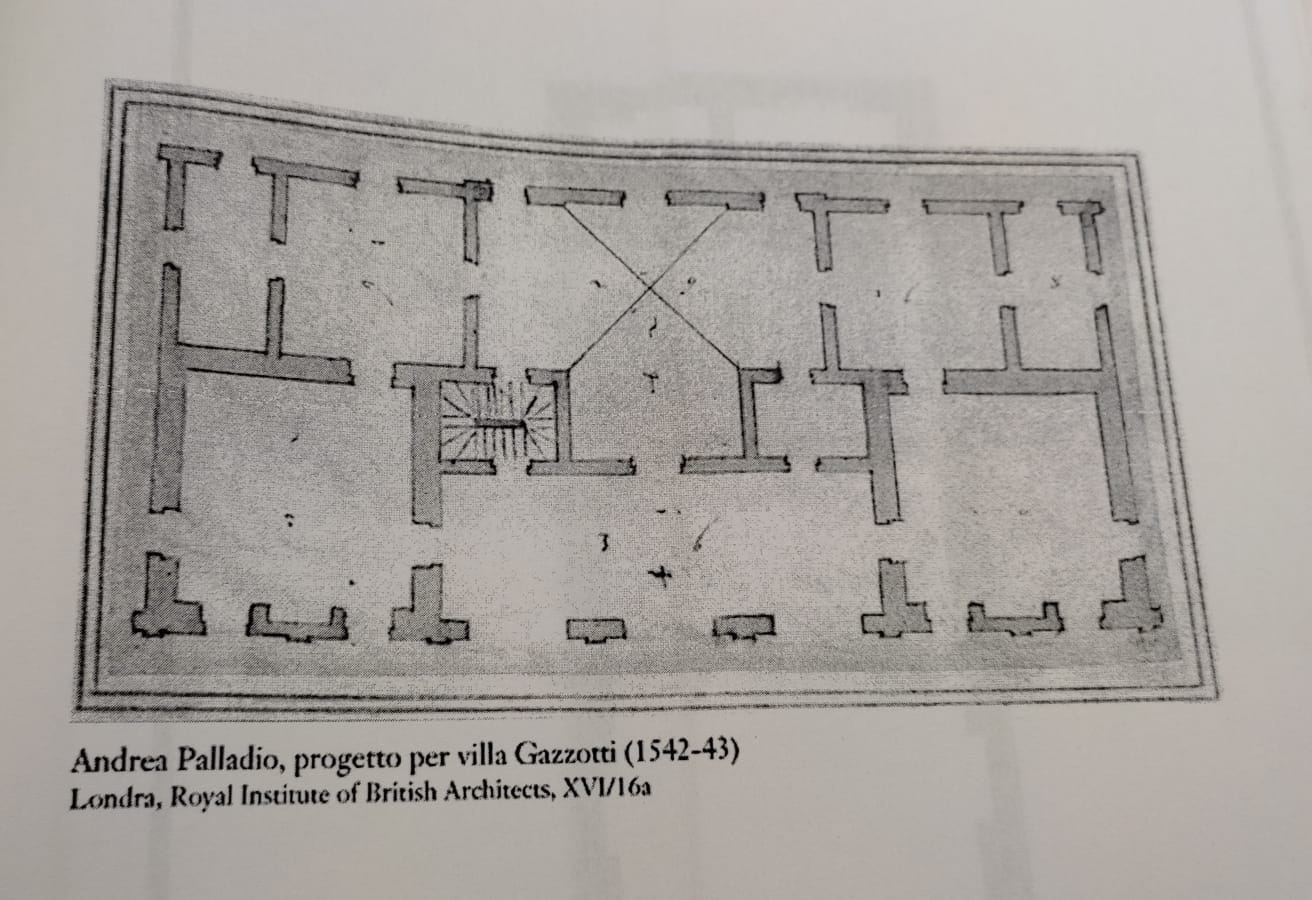
Pianta del progetto iniziale di Palladio della villa

Nel disegno autografo di Andrea Palladio (London, R.I.B.A., Palladio XVI, 16a) l'architetto tiene conto solo del perimetro esterno dell'edificio preesistente e non delle dimensioni delle stanze: infatti Palladio nelle prime fasi di un progetto disegna molto rapidamente e rappresenta i muri con una linea, senza dare voce allo spessore dei muri. Il risultato è uno schema di base che tiene conto del contesto e delle preesistenze.
Palladio distribuisce le funzioni negli interni domestici verticalmente. Cucine, cantine, lavanderia, tinello sono posti a piano terra o nel piano interrato. Questa separazione, soprattutto la cucina lontana dalle stanze di soggiorno e dalla sala da pranzo, può sembrare poco pratica ma è dovuta essenzialmente alla volontà di allontanare il calore, i rumori, l'odore di cucina e rigovernatura dagli spazi spesso occupati dalla famiglia e dagli ospiti.
Anche in villa Gazzotti come le ville palladiane viene inclusa la presenza di logge. Il centro distributivo della villa è costituito dal salone; le altre stanze sono raggruppate intorno ad esso.  L'edificio si suddivide in appartamenti di tre stanze: una ampia dalla forma rettangolare, una media quadrata e una piccola, anch'essa rettangolare, sistemate in una varietà di combinazioni.
Le scale sono ricavate vicino al Salone. In villa Gazzotti Palladio decide di porne due rampe, esse vanno a sottrarre spazio alla sala. In generale però Palladio dà l'impressione che le scale siano un disturbo da mimetizzare, in modo che ci si possa solo concentrare su una soddisfacente distribuzione degli altri ambienti. Le scale di Palladio non sono mai monumentali.

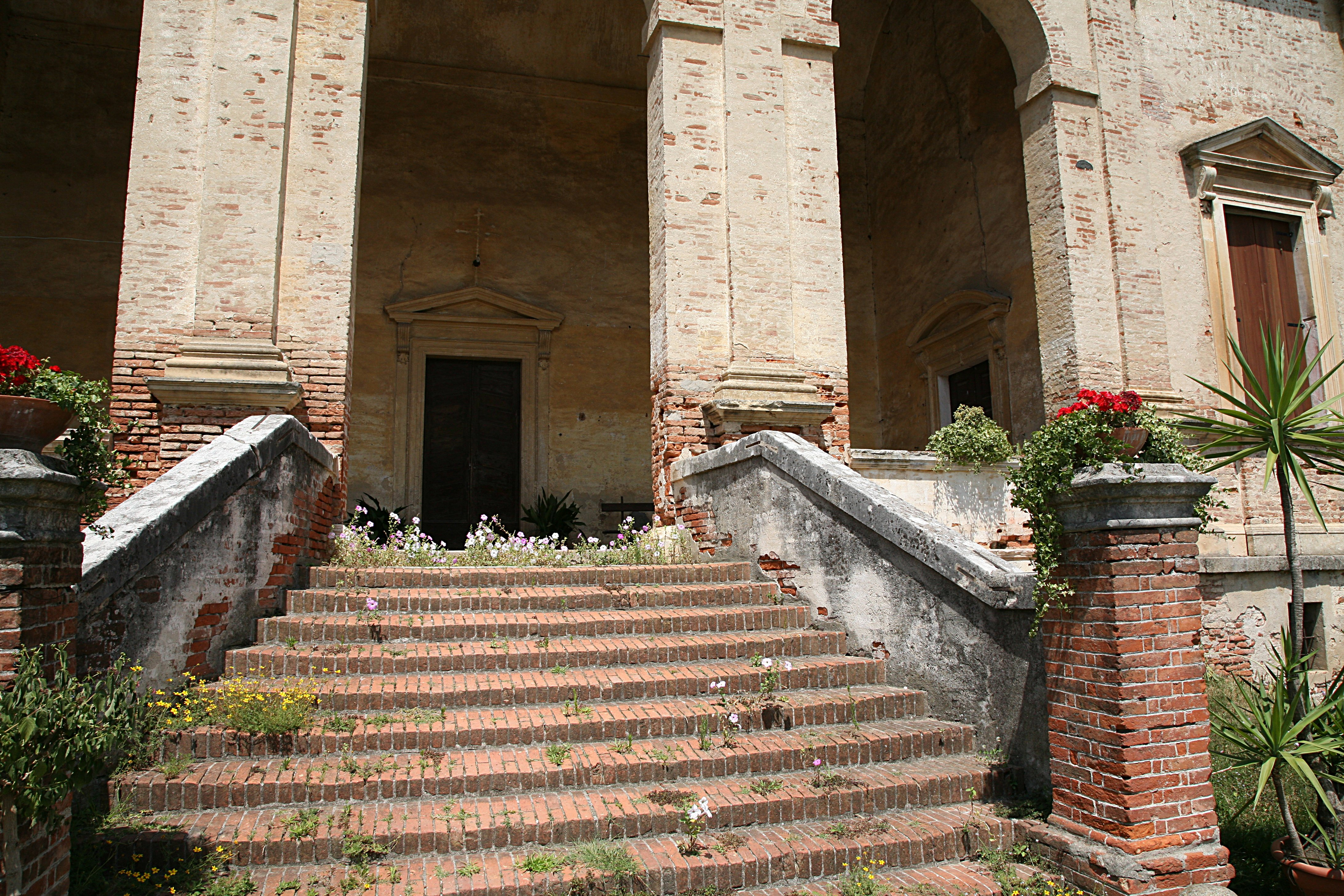
Dettaglio che mostra lo stato di degrado (foto luglio 2007)
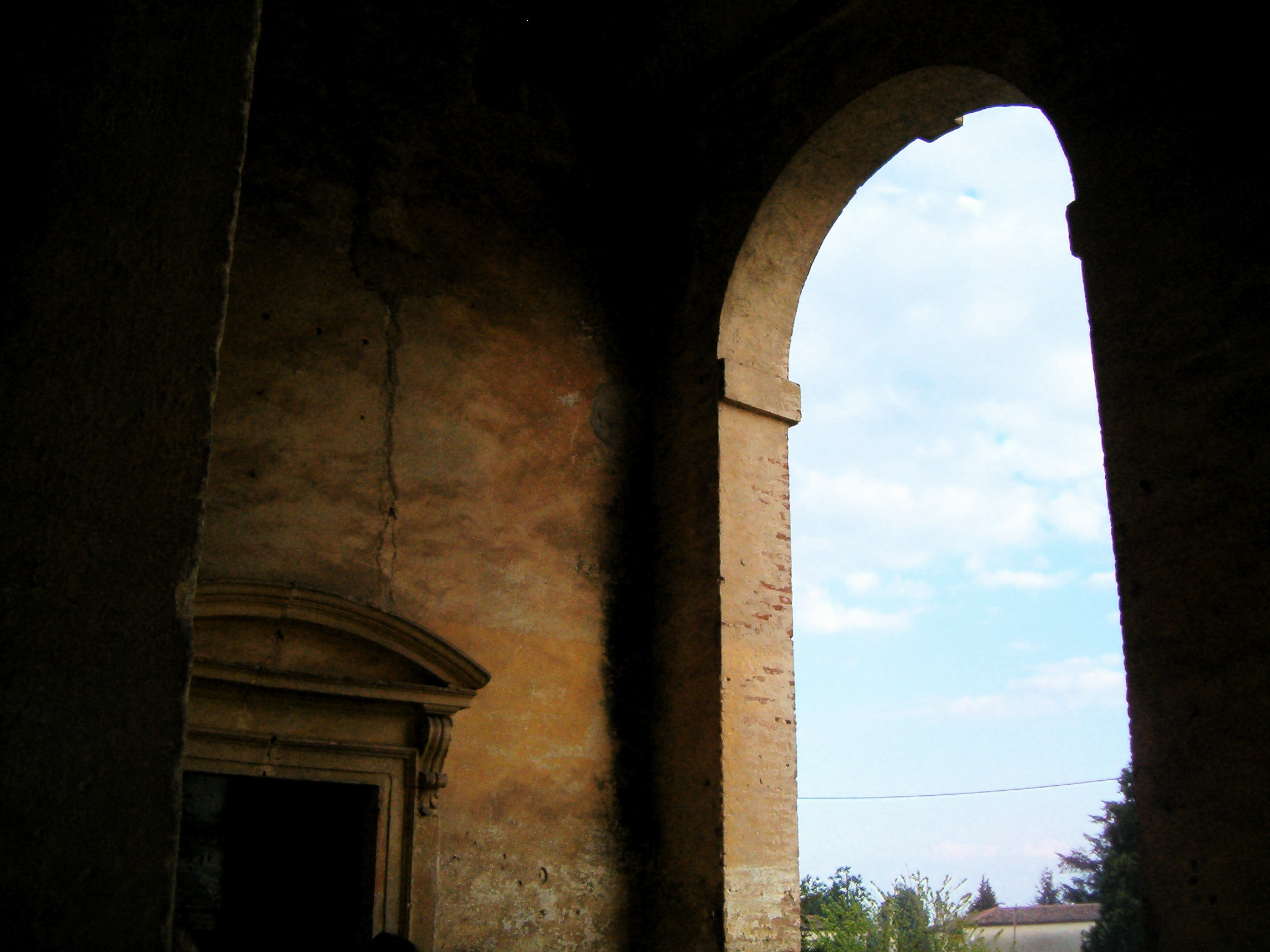
La loggia vista dalla porta principale
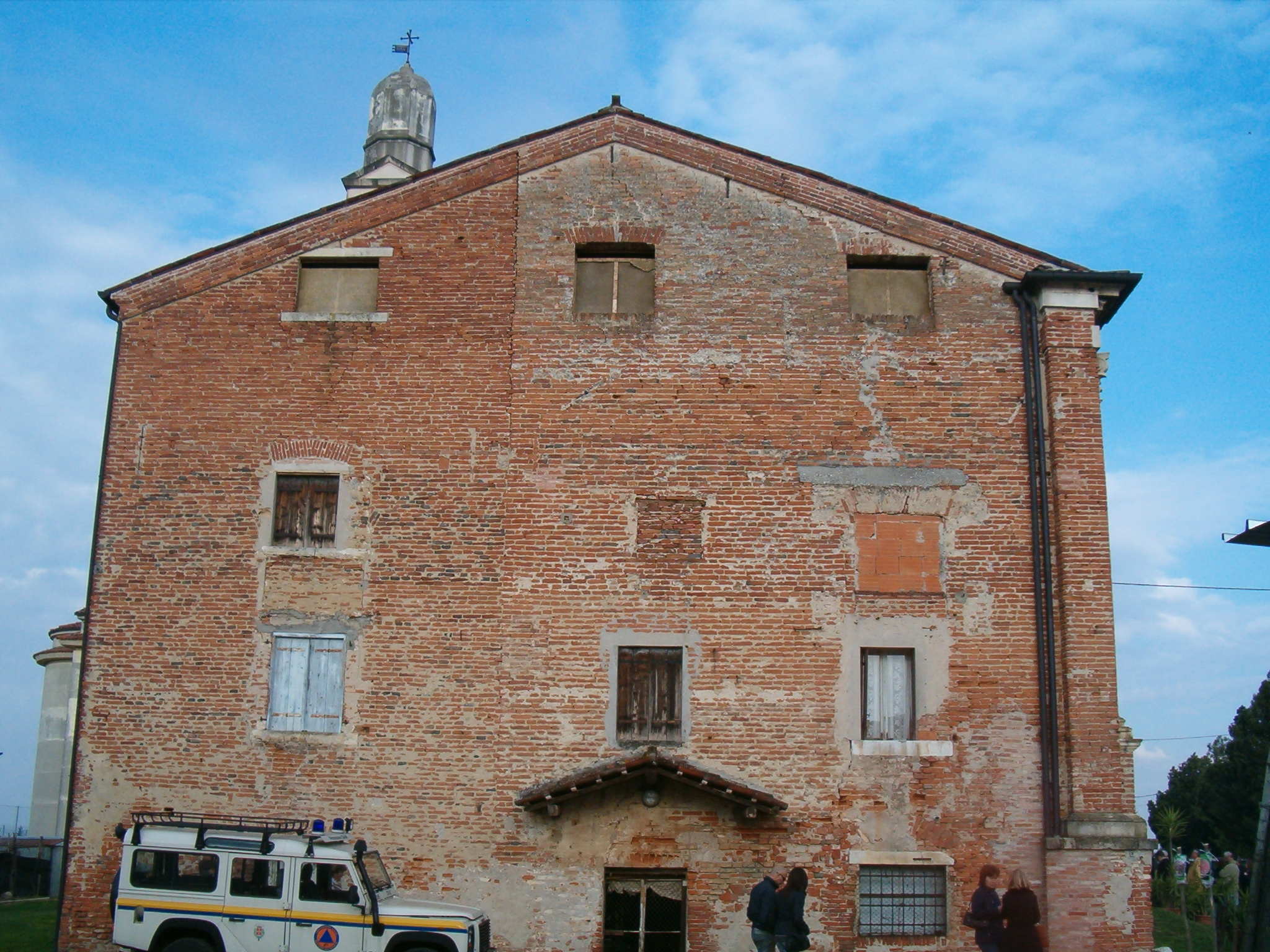
Prospetto laterale
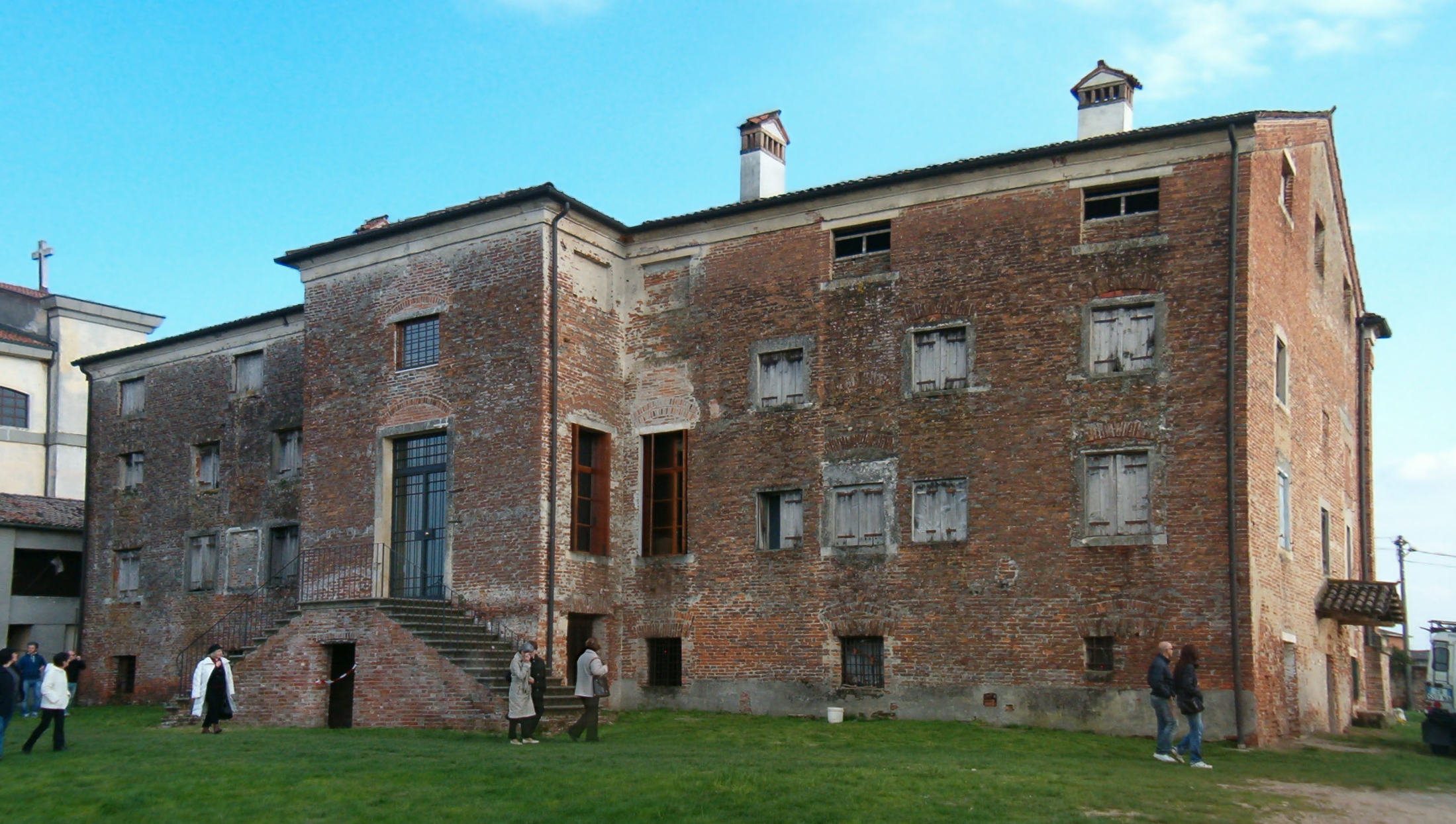
Prospetto posteriore
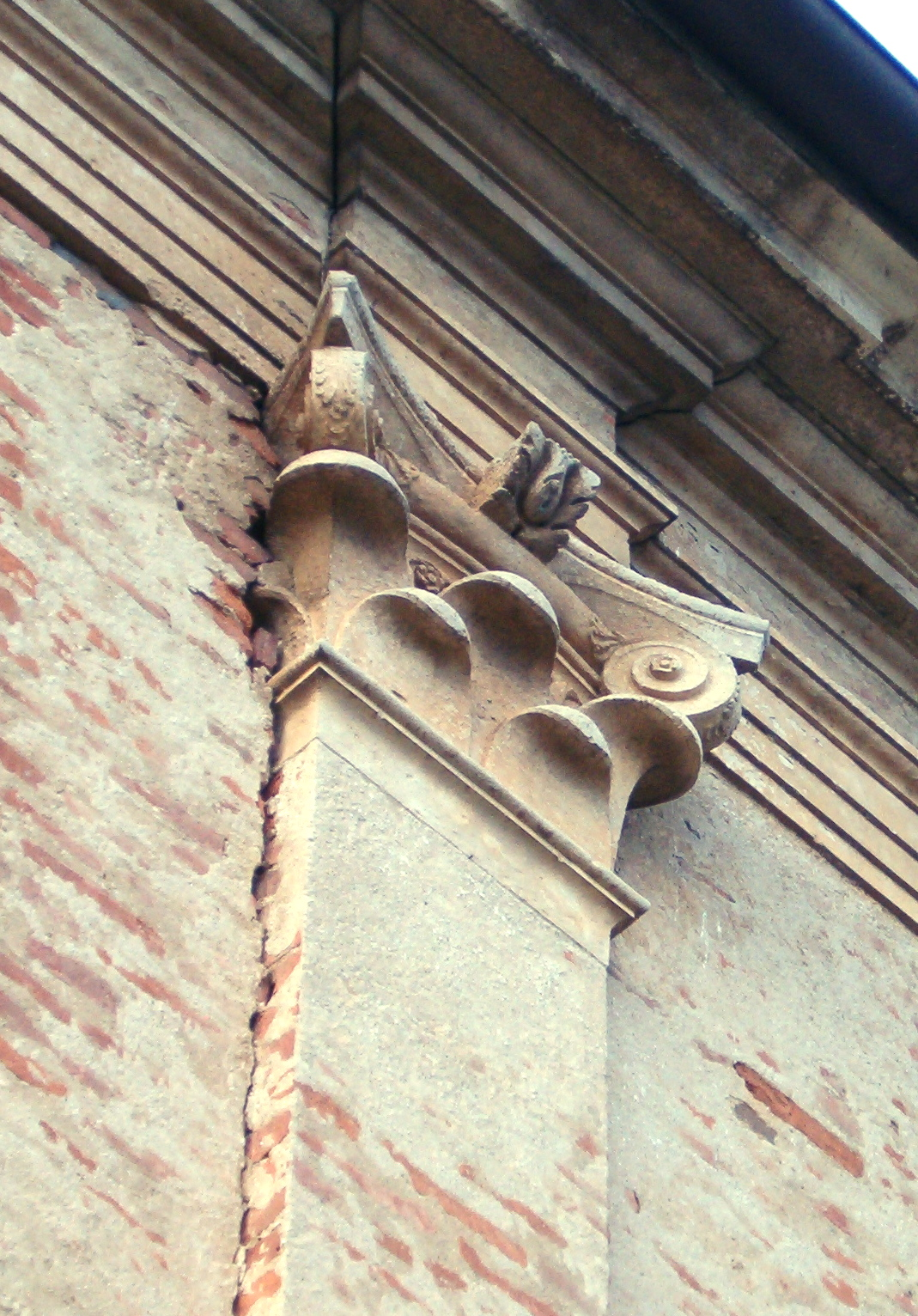
Dettaglio di una lesena in facciata con capitello composito
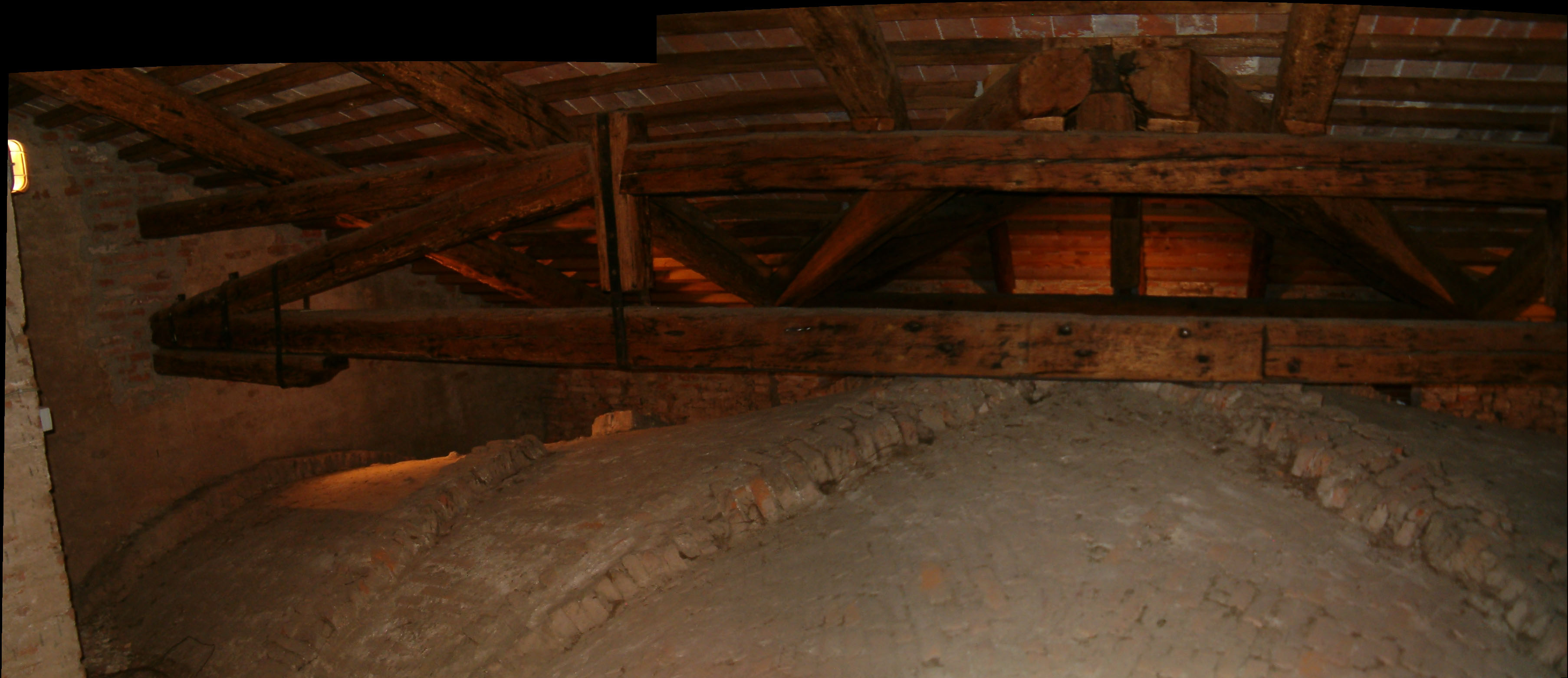
Sottotetto con travatura sopra la volta del salone

### Disposizione interna ed elementi funzionali
Il piano nobile è costituito da una loggia con sedili che permette di raggiungere sia il Salone di rappresentanza che i due appartamenti ai lati della loggia e del Salone. I due appartamenti sono identici e formati da una sequenza, quasi obbligatoria all'epoca, di una camera da letto, una sala più ampia e riscaldata con soffitto alto a crociera, un salotto di grandezza media e un camerino.
L'elemento più rilevante è il grande Salone con la sua forma a croce e le volte a botte che formano una crociera nella parte centrale. Tracce di affreschi, che si ritengono non originali, stanno affiorando sotto le innumerevoli dipinture.
Nel piano del seminterrato si trovano tutti i servizi che hanno le stesse dimensioni delle stanze soprastanti: cantine, magazzini per legna, dispense, cucine, i tinelli, i luoghi per fare il bucato e stirare, i forni e qualsiasi altro strumento necessario all'uso quotidiano.
Sotto la loggia è presente un ambiente ampio quanto il porticato chiuso ermeticamente. Non si sa se volutamente, magari per economizzare l'edificio come nella villa Saraceno a Finale Vicentino, o per essere riempito di materiali di riporto per problemi statici presentatisi nell'Ottocento.
Nella villa Bertotti Scamozzi sono presenti due rampe di scale che si trovano ai lati del salone: le attuali scale di sinistra sono state rifatte più volte per collegare il piano nobile al piano intermedio novecentesco, mentre sul lato destro le scale che danno sul sottotetto, spazio adibito al guardaroba, sono state costruite successivamente.
Sui bracci Est ed Ovest del salone si aprono due finestre per illuminare le prime rampe delle scale, come in Villa Emo a Fanzolo di Vedelago.
La rampa che va nel seminterrato, non originale, è in pietra.

### Esterno villa
In facciata restano ampie tracce di intonaco e marmorino bianco che la ricopriva nelle parti non in pietra: si tratta di un marmorino finissimo, che doveva imitare la pietra bianca di Nanto. Solo le basi, i capitelli, la trabeazione e le cornici di porte e finestre sono di vera pietra di Nanto.
Sulle altre tre facciate, prive di ordine e cornici alle finestre e alle porte, vi sono ovunque tracce di intonaco bianco che le doveva totalmente ricoprire, con un forte impatto stereometrico di questi blocchi semplici e privi di marcapiano.
La loggia presenta tre piccole aperture ed è possibile osservare i resti originali di alcune panche in pietra appoggiate alle pareti: si trattava di piccole mensole e voluta che reggevano un sedile che girava tutto attorno alla loggia rendendola simile ad un “vestibolo alla romana” come in Palazzo Farnese.
Il fronte evidenzia 8 lesene che poggiano su un alto basamento e terminano con un capitello composito con foglie lisce. Nella parte destra del basamento sono presenti due aperture che danno luce al seminterrato. La parte centrale mostra tre archi, che sorreggono un timpano. I due archi laterali sono chiusi da un parapetto non originale. Gli intercolumni laterali ospitano le finestre del piano nobile, con timpano triangolare.

### Proporzioni
Nelle costruzioni di Palladio il proporzionamento delle stanze non può essere separato dalla pianificazione e distribuzione delle stanze. Le proporzioni armoniche sono presenti sin dalle primissime opere di Palladio, compresa Villa Gazzotti, e sembrano applicate spontaneamente, come il principio di simmetria.
Palladio come qualsiasi persona colta dell'epoca conosce le relazioni tra musica e proporzioni lineari, ma come tutti gli architetti applica costantemente le proporzioni di base (1:2, 2:3, 3:5, 3:4, eccetera).
Il desiderio di Palladio, che consiste nel creare un insieme unificato di parti e il suo sistema di porre simmetricamente delle stanze ai lati del Salone e delle logge, porta inevitabilmente al fatto che il lato corto di una sala dà la dimensione del lato lungo della stanza vicina. In villa Gazzotti questa sequenza è lampante: il braccio del Salone dà la dimensione del lato della vicina stanza quadrata, questa a sua volta ha accanto una stanza con la stessa lunghezza ma di larghezza dimezzata.
Oltre a ciò, Palladio non tende solo a comporre stanze con le stesse proporzioni ma anche spazi aventi dimensioni fisse. Per lui le stanze sono concettualmente unità prefabbricate e con un costo prevedibile.
L'elemento più evidente nelle architetture di Palladio è che le stanze piccole sono meno alte di quelle più ampie: l'altezza della stanza è direttamente proporzionale alle dimensioni del pavimento e l'effetto risulta armonioso. Palladio introduce proporzioni nei suoi edifici in modo pragmatico, senza imporre un proporzionamento completo di ogni parte dell'edificio. Tuttavia la facciata di Villa Gazzotti ha un proporzionamento molto attento: l'altezza è un terzo della larghezza. Una volta decisa l'altezza del podio, e quindi del piano seminterrato, su cui costruire il piano nobile, la torre preesistente, il motore di tutta la composizione, dava le dimensioni della stanza destra cubica. Poiché a sinistra la stanza doveva essere uguale all'altra, questi due elementi erano considerati fissi.

### Frontone ed elementi decorativi
Villa Gazzotti è la prima villa di Palladio in cui appare un frontone. In una frase dei “Quattro Libri dell'Architettura” giustifica la presenza del frontone in un edificio profano con la sua derivazione alla casa primitiva e dice che l'architetto deve applicare “quelli ornamenti che parevano convenirsi”. È chiaro che nel progettare non si attiene ad una teoria ma cerca di elevare l'aspetto dell'abitazione al livello più nobile. La tradizione veneta era rappresentata dalle ville “fortificate”, cioè con “zoccolo”, “scarpa” e torri angolari, come Ca' Brusà, villa Porto Colleoni a Thiene e villa Giustinian a Roncade. Sono ville con due torri in facciata. Palladio rinuncia alle torri ma adotta la stessa tipologia di edificio dove la loggia permette di accedere dall'esterno sia al salone assiale che ai due appartamenti ai lati. Il linguaggio è sintetico e semplificato, lontano dallo stile plastico e decorativo di Sansovino e Giulio Romano. Le imposte degli archi e gli archi stessi del vestibolo sono ridotti a semplici fasce.
In villa Gazzotti viene conferito al centro un peso maggiore rispetto ad ogni altra villa precedente, coronando il vestibolo con un frontone, sostenuto da semplici lesene. La casa antica era fra i soggetti più discussi in ambiente architettonico e gli architetti la vedevano come una sequenza di vestibulum, atrium, cavadeum e peristilium. La tripartizione gerarchica in pianta e alzato (loggia che porta al salone nella parte centrale) è decisamente veneziana ma nuova è la rigorosa simmetria e il tracciato sistematico degli assi. Come già in villa Godi a Lonedo Palladio chiude gli archi laterali della loggia con balaustri ma ciò che lega le ville è l'aver fatto sporgere il salone verso il giardino posteriore. Tutto ciò conferisce un effetto gerarchico alle sue parti. L'influenza del suo viaggio romano è ben visibile dalla forma che dà ad esempio ai camini, simili, con le ampie volute che arrivano fino a terra, al camino di Palazzo Massimo alle Colonne di Baldassarre Peruzzi. Palladio è il primo ad introdurre questo camino in veneto. Anche i materiali usati dimostrano la sua conoscenza delle tecniche costruttive antiche.

### Ordine architettonico
Dato che le stanze sono cubiche, secondo le proporzionalità veniva stabilito anche l'altezza dell'ordine. Deciso il tipo di ordine, il composito, rimane lo spazio per le due finestre e le tre lesene.
Le dimensioni del portico sono obbligate perché derivano direttamente dalla scelta dell'ordine composito: una misura ricavata dai 7 moduli e 15 minuti da lesena a lesena ripetuti per tre volte. L'architetto ha scelto questo ordine perché gli permetteva di avere un rapporto altezza/larghezza di 1:3. Tale rapporto risulta essere importante per un risultato armonico in facciata. L'ordine composito è una copia quasi perfetta dell'ordine semplificato e astratto usato da Antonio da Sangallo per la facciata della Zecca di Castro e per la chiesa di Santa Maria di Loreto a Roma. Il proporzionamento però consiste in quello indicato nel primo libro dei "Quattro libri dell'architettura”: il rapporto tra la larghezza della lesena e l'altezza complessiva di base, fusto e capitello è 1:10. Il piedistallo è esattamente ¼ dell'altezza della colonna e l'intercolumnio è di 12 piedi, ovvero poco più di 7 moduli. Sia le porte che tutte le finestre hanno un'altezza doppia alla larghezza.